# Right-to-work-law
Als Right-to-work-law werden in den Vereinigten Staaten verschiedene Gesetze bezeichnet, die eine Machtbeschränkung von Gewerkschaften zum Ziel haben. Damit sollen unter anderem Arbeitsverhältnisse, die eine Gewerkschaftsmitgliedschaft zur Voraussetzung haben (Closed Shop), verhindert werden, ebenso wie Auflagen für Arbeitnehmer, Gewerkschaftsbeiträge entrichten zu müssen, um in den Genuss von tarifvertraglich ausgehandelten Leistungen zu kommen (Trittbrettfahrerproblem).
Der übersetzte deutschsprachige Begriff Recht auf Arbeit ist in diesem Zusammenhang irreführend, da es sich bei Right-to-work-Gesetzen nicht um die gesetzliche Garantie für einen Arbeitsplatz handelt. Der Begriff spielt stattdessen auf das Recht des einzelnen Arbeitnehmers ab, unbeschadet zur Arbeit erscheinen zu können, selbst wenn eine Gewerkschaft beispielsweise einen Streik ausruft.
Obwohl mit dem Taft-Hartley-Gesetz von 1947 eine entsprechende Regelung auf US-amerikanischer Bundesebene besteht, haben Right-to-work-laws vor allem in vielen Bundesstaaten Bedeutung. Right-to-work-Gesetze gelten in den USA als äußerst umstritten; sowohl in Politik als auch in der Öffentlichkeit werden sie kontrovers diskutiert.

## Geltungsbereiche

### Bundesebene
Die bekannteste gesetzliche Regelung auf Bundesebene ist der Taft-Hartley Act, dessen offizielle Bezeichnung Labor-Management Relations Act lautet. Dieses Gesetz wurde 1947 vom Kongress verabschiedet, der zu diesem Zeitpunkt republikanisch dominiert war. Da auch eine Reihe von Abgeordneten der Demokraten zustimmten, war das Veto des demokratischen Präsidenten Harry S. Truman mit Zweidrittelmehrheit überstimmt worden.
Im Taft-Hartley Act werden zwar den Gewerkschaften einige Rechte eingeräumt, im Wesentlichen aber beschneidet es deren Möglichkeiten zu agieren. Das Gesetz verbot insbesondere die Praxis des „closed shop“, wonach ein Unternehmen nur Mitglieder einer bestimmten Gewerkschaft anstellen darf, sodass Nichtmitglieder von bestimmten Arbeitsplätzen de facto ausgeschlossen waren. Gesetzlich verboten wurde eine „unfaire Gewerkschaftspraxis“ – eine Formulierung mit viel Deutungsspielraum. Außerdem wurde den Gewerkschaften die politische Betätigung untersagt. Ebenso zwang das Gesetz Gewerkschaftsführern eine Bestätigung ab, in der diese ausdrücklich erklären mussten, dass sie keine Kommunisten seien. Dem Präsidenten wurde es aufgrund dieses Gesetzes gestattet, Streiks – sofern diese ein nationales Interesse gefährden könnten – zum Zwecke der Beruhigung für eine Periode von 80 Tagen gerichtlich unterbinden zu lassen.

### Bundesstaaten

Staaten mit Right-to-work-Gesetzen in türkis markiert

25 der 50 US-Bundesstaaten haben derzeit Right-to-work-Gesetze. In sieben Staaten sind diese sogar in der Verfassung verankert, in Nebraska doppelt: sowohl in der Verfassung als auch in einem einfachen Gesetz.
Right-to-work-Gesetze verbieten Gewerkschaften die Erhebung von verpflichtenden Mitgliedsgebühren, womit entsprechende Zwangsgebühren abgeschafft werden. Auch dürfen diesen Gesetzen zufolge keine Bewerber für einen Arbeitsplatz abgelehnt werden, die nicht gewerkschaftlich organisiert sind. Die „Recht-auf-Arbeit“-Gesetze führen dazu, dass die Einnahmen der Arbeitnehmervertretungen merklich zurückgehen, was nach Auffassung der Gewerkschaft auch den Effekt hat, dass weniger effizient höhere Löhne und bessere Arbeitsbedingungen für ihre Mitglieder verhandelt werden können.
Right-to-work-Gesetze gehen fast ausschließlich von republikanischen Gouverneuren und Abgeordneten in den Parlamenten aus, während Politiker der Demokratischen Partei entsprechende Gesetze meist ablehnen. Im Frühjahr 2011 beispielsweise verabschiedeten die beiden von Republikanern beherrschten Parlamentskammern des Bundesstaates New Hampshire ein Right-to-work-law, das der demokratische Gouverneur John Lynch mit einem Veto stoppte. Ein Überstimmungsversuch scheiterte. In Ohio wurde im November 2011 ein entsprechendes Gesetz durch einen Volksentscheid gekippt, nachdem die Gegner von Right-to-work ausreichend Unterschriften für solch eine Bürgerbefragung gesammelt hatten.
Am Freitag, dem 24. März 2023, hat Michigan als erster Bundesstaat seit 58 Jahren sein „right-to-work law“ aufgehoben.
Bundesstaaten mit Right-to-work-Gesetzen sind:
| - Alabama - Arizona (Verfassung) - Arkansas (Verfassung) - Florida (Verfassung) - Georgia - Idaho - Indiana - Iowa | - Kansas (Verfassung) - Louisiana - Michigan - Mississippi (Verfassung) - Nebraska (Verfassung und Gesetz) - Nevada - North Carolina - North Dakota | - Oklahoma (Verfassung) - South Carolina - South Dakota - Tennessee - Texas - Utah - Virginia - Wisconsin - Wyoming |

## Debatten und Kritik
Right-to-work-Gesetze sind meist Gegenstand von scharfen politischen Kontroversen und haben eine polarisierende Wirkung in der Öffentlichkeit. Gegner von Right-to-work argumentieren, es handele sich um die Zurückdrängung von Gewerkschaften, indem diese finanziell und politisch geschwächt werden sollen. Damit seien automatisch Einschränkungen für Arbeitnehmerrechte verbunden, wohingegen diese Regelungen mehr Durchsetzungmöglichkeiten von Interessen der Arbeitgeberseite zur Folge hätten. Der US-amerikanische Philosoph Jason Stanley befand, die Right-to-work-Gesetze spiegelten sprachlich „Hitlers Attacken gegen Gewerkschaften in 'Mein Kampf' wider“ und gründeten auf „dem Anliegen, die ethnische Vorrangigkeit der Weißen zu erhalten und Solidarität zwischen Ethnien und Religionen zu verhindern“.
Befürworter von „Recht-auf-Arbeit“-Gesetzen halten dagegen, jeder Arbeitnehmer müsste das Recht haben, sich für oder gegen die Mitgliedschaft in einer Gewerkschaft zu entscheiden. Außerdem würden Zwangsgebühren an Gewerkschaften die Schaffung neuer Arbeitsplätze und damit Wirtschaftswachstum erschweren.
Im Januar 2012 ergab eine landesweite Umfrage, dass sich 74 Prozent der US-Bürger zu Gunsten von Right-to-work-Gesetzen aussprechen. Während der parlamentarischen Beratung in Michigan 2013 ergab sich ein gemischteres Bild: In einer Befragung gaben 43 Prozent der Bürger an, ein entsprechendes Gesetz wäre sinnvoll für die Wirtschaft, während 41 Prozent der Auffassung waren, es würde mehr schaden als nützen. In Ohio konnte bisher als einzigem Staat ein solches Gesetz per Bürgerentscheid gekippt werden.